# Colle di Sestriere
De Colle di Sestriere is een 2035 meter hoge bergpas in de Italiaanse regio Piëmont. Hij vormt de verbinding tussen Pragelato in het Val Chisone en Cesana Torinese in het Valle di Susa. Beide dalen liggen in de provincie Turijn.
De pas ligt ingebed tussen de Monte Fraiteve (2701 m) in het noorden en de Monte Sises (2658 m) in het zuiden. Op de pashoogte ligt de wintersportplaats Sestriere, een van de plaatsen waar zich de Olympische Winterspelen 2006 afspeelden. Vanaf de pashoogte gaan diverse skiliften de hellingen op.
In Sestriere takt een weg in noordelijke richting af naar de Col Basset, een van de bergpassen die liggen op de Cresta dell'assietta.
In 2011 werd de Colle di Sestriere opgenomen in de Ronde van Italië.